# مانولو هیرورو
مانولو هیرورو (انگلیسی: Manolo Hierro؛ زادهٔ ۸ فوریهٔ ۱۹۶۲) بازیکن فوتبال اهل اسپانیا است.
از باشگاه‌هایی که در آن بازی کرده‌است می‌توان به باشگاه فوتبال رئال بتیس، باشگاه فوتبال رئال وایادولید، باشگاه ورزشی تنریف، باشگاه فوتبال مالاگا، و باشگاه فوتبال بارسلونا اشاره کرد.
وی همچنین در تیم‌های ملی فوتبال زیر ۲۱ سال اسپانیا و زیر ۲۳ سال اسپانیا بازی کرده‌است.